# Eupelops contaminatus
Eupelops contaminatus är en kvalsterart som beskrevs av Choi 1986. Eupelops contaminatus ingår i släktet Eupelops och familjen Phenopelopidae. Inga underarter finns listade i Catalogue of Life.